# Милан Вулетић
Милан Вулетић (Београд, 7. април 1963) српски је научник, информатичар, књижевник, издавач и публициста.

## Биографија
Као астрофизичар по ужој струци, до почетка 1990-их био је асистент на Природно-математичком факултету у Београду и предавач у Планетаријуму. Након тога је основао сопствена предузећа, између осталог и „БС Процесор“ (за информатичке технологије) и „Бели пут“ (књиге, стрипови и сликовнице).
Књижевни опус му је особен по песничком и есејистичком бављењу темом Мексика и цивилизације Маја. Као издавач и уредник већином је специјализован за ремек-дела светског стрипа, дечја и омладинска издања и лепу књижевност.
Члан је Астрономског друштва „Руђер Бошковић“ и Удружења књижевника Србије.